# Tom Lester
Tom Lester, született Thomas William Lester (Laurel, Mississippi, 1938. szeptember 23. – Nashville, Tennessee, 2020. április 20.) amerikai színész.

## Filmjei
Mozifilmek
- Benji (1974)
- Intruder (1989)
- The Pistol: The Birth of a Legend (1991)
- Kurta farkú szerencse (Gordy) (1994)
- Christmas Child (2004, hang)
- Campin' Buddies (2014)

Tv-filmek
- Charo and the Sergeant (1976)
- Return to Green Acres (1990)

Tv-sorozatok
- Green Acres (1965–1971, 150 epizódban)
- Petticoat Junction (1966–1967, hat epizódban)
- The Beverly Hillbillies (1968, három epizódban)
- Love, American Style (1974, egy epizódban)
- Marcus Welby, M.D. (1974, egy epizódban)
- A farm, ahol élünk (Little House on the Prairie) (1981, egy epizódban)
- Knight Rider (1982, egy epizódban)
- Santa Barbara (1987, egy epizódban)